# بيرت تيوتشيرت
بيرت تيوتشيرت (بالألمانية: Bert Teuchert)‏ (مواليد 1 سبتمبر 1966) هو ملاكم ألماني، مثّل بلاده في الألعاب الأولمبية الصيفية 1992.

## روابط خارجية
بيرت تيوتشيرت على موقع أوليمبيديا (الإنجليزية)